# Антирелигиозник
«Антирелигиозник» ― ежемесячный журнал атеистической направленности на русском языке, печатное издание Центрального совета Союза воинствующих безбожников СССР. Издавался ГАИЗ в Москве с января 1926 года по июнь 1941 года. Редактором издания был Е. М. Ярославский.

## Деятельность
«Антирелигиозник» занимался систематическим освещением опыта атеистической работы Союза воинствующих безбожников, в нём размещались статьи по истории религии и атеизма, пропагандировался научный атеизм и разрабатывались вопросы критики религии с марксистской точки зрения. Журнал именовался «научно-методическим» и «разрабатывал идеологические основы массовой атеистической пропаганды, направленной в первую очередь против РПЦ», хотя, вместе с этим, на страницах «Антирелигиозника» также печатались заметки и статьи с критикой католичества и протестантизма.
С принятием ЦК ВКП (б) 24 января 1929 года постановления «О мерах усиления антирелигиозной работы» журнал значительно усилил антирелигиозную пропаганду.

## Содержание
«Антирелигиозник» имел объём около 130 страниц. Он состоял из авторских статей и рубрик «Антирелигиозное воспитание в школе», «Письма с полей», «Летопись», «Методология антирелигиозной пропаганды», «Критика и библиография». Среди авторов, печатавшихся в журнале, ― В. Д. Бонч-Бруевич, Н. К. Крупская, А. Т. Лукачевский (заместитель редактора), активисты Союза воинствующих атеистов. Раздел «Хроника» содержал подробную информацию о деятельности Союза воинствующих безбожников в различных регионах СССР. В разделе «Критика и библиография» публиковались рецензии на тексты антирелигиозного содержания (из журналов «Атеист», газеты «Безбожник» и др.), а также обзоры актуальных публикаций на атеистическую тематику.